# سد تنگاب
سد تنگاب در استان فارس، محل تنگاب و در ۱۲ کیلومتری شمال غربی شهر فیروزآباد (مسیر فیروزآباد - کوار) بر روی رودخانه فیروزآباد واقع شده‌است.
سد تنگاب در فاصله ۹۰ کیلومتری جنوب شیراز قرار دارد. مختصات جغرافیائی محل سد در ۵۷-۲۸ عرض شمالی و ۳۲-۵۲ طول شرقی است.
نامهای دیگر این سد :( سد ساسانیان، سد اردشیر و سد آریوبرزن هستند).
ارتفاع سد از بستر رودخانه( ۵۱ متر) است.

## سرچشمه
سرآب اصلی رودخانه فیروزآباد از چشمه‌های حنیفقان بوده با آبدهی کل بین ۵/۲ تا ۵ متر مکعب بر ثانیه که حدود ۲۳ دهنه چشمه با دبی‌های متفاوت در سر آب رودخانه را تغذیه می‌نماید.
از طرف دیگر آبهای جاری دشت شور آب، مهکویه، زنجیران و جووکان به این رودخانه ملحق شده و در حوالی محکویه به تنگ هلالو می‌رسد.
بعد از طی حدود ۵ کیلومتر و با الحاق حوزه سرریزجان به تنگه تنگاب (محل سد) رسیده پس از طی مسیر نسبتاً طولانی تنگ تنگاب به دشت فیروزآباد وارد می‌شود.
پس از عبور از دشت فیروز آباد به سمت جنوب شرقی منحرف شده و از تنگ هایقر عبور می‌نماید و به رودخانه موند پیوسته و به خلیج فارس می‌ریزد.

## شبکه آبیاری
سد مخزنی تنگاب بخشی از آب آبیاری دشت فیروزآباد را تأمین می‌نماید.
این دشت به‌طور ناخالص در حدود ۵/۲۷۵ کیلومتر مربع وسعت دارد و بین ۴۵-۲۸ تا ۳۳-۲۹ عرض شمالی و ۱۲-۵۲ تا ۴۵-۵۲ طول شرقی واقع شده‌است.
ارتفاع متوسط دشت ۱۲۵۰ متر می‌باشد. شبکه آبیاری زهکشی در حدود ۱۳۸۶۰ هکتار خالص از اراضی دشت فیروزآباد را زیر پوشش قرار می‌دهد، که ناخالص آن ۱۵۳۵۰ هکتار است.

## مشخصات
سد تنگاب از نوع سنگ ریزه‌ای خاکی با هسته رسی با عرض تاج سد ۱۰ متر طول تاج ۲۷۰ متر و حجم مخزن ذخیره‌ای آن ۱۴۰ میلیون متر مکعب و اعتباری بالغ بر ۷۰۰ میلیارد ریال احداث شده که ۲۵ درصد آب آن صرف مصارف صنعتی از جمله پتروشیمی فیروزآباد و امور کشاورزی خواهد شد.